# Smile (Charlie Chaplin-dal)
A Smile egy dal, melynek zenéjét Charlie Chaplin írta 1936-ban bemutatott, Modern idők című filmjéhez. Szövegét John Turner és Geoffrey Parsons írta 1954-ben Nat King Cole-nak, aki feldolgozta a dalt, és a címet is ők adták. A dal arról szól, hogy mindig megvan a lehetőség arra, hogy a holnap jobb legyen, amíg mosolyogsz. A dalt számos híres énekes feldolgozta, köztük Michael Jackson 1995-ben.

## Michael Jackson-változat
A Smile Michael Jackson amerikai énekes által felénekelt változata a HIStory: Past, Present and Future című albumon szerepel, az album záródalaként. 1997 decemberében tervezték megjelentetni az album hetedik, utolsó kislemezeként, de pár nappal a tervezett megjelentetés előtt törölték, és a promóció céljára már szétküldött példányokat is visszavonták, csak pár példány maradt fenn, Hollandiában, Németországban és Dél-Afrikában, ahol a leghamarabb megkezdődött a promóciója. A legritkább változatok a CD-n megjelent maxi kislemez (becsült értéke több mint 500 euró) és az egyszámos promóciós kislemez. 2005 novembere körül megjelent pár bootleg 12" lemez német és holland lemezvásárokon, valamint az eBayen. Emiatt a 12" változat a leggyakoribb kiadása a dalnak, bár az eredeti 12" továbbra is ritka. A dal rövid változata, ami csak a kislemezeken volt megtalálható, felkerült a King of Pop album 2008-ban megjelent brit deluxe kiadására.
A dal remixei sehol nem jelentek meg kereskedelmi forgalomban. Némelyik megtalálható az Is It Scary 12" promóciós lemezein, melyeket az Egyesült Királyságban adtak ki, ezek közül a Downtempo Groove Mix a legritkább, mert kizárólag ezen a kiadványon lelhető fel. A szerzőt nem tüntették fel a lemezen, de Eddie Arroyo készítette.
Jackson sosem adta elő élőben a dalt. Egyszer terveztek egy HBO-n bemutatandó műsort, amelyben ezt is előadta volna,. de Jackson a próbák alatt összeesett. A HIStory World Tour utolsó koncertjein minden koncert előtt lejátszotta a dalt Diána walesi hercegné emlékére. A Living with Michael Jackson dokumentumfilmben Jackson említette a dalt egy neverlandi jelenetben, majd Las Vegasban el is énekelte.
Michael Jackson temetésén, 2009. július 7-én bátyja, Jermaine Jackson elénekelte a dalt, nem sokkal azután, hogy Michael barátja, Brooke Shields megemlítette, hogy ez volt Jackson kedvenc dala. A szövegben Jermaine véletlenül felcserélte a gladness („öröm”) és Sadness („bánat”) szavakat. Jermaine elénekelte a dalt a Todaynek adott interjújában Neverlanden a temetés előtt, pár nappal Michael halála után is. A dal azóta több slágerlistán is helyezést ért el.

## Dallista
CD maxi kislemez
1. Smile (Short version) – 4:10
2. Is It Scary (Radio Edit) – 4:11
3. Is It Scary (Eddie’s Love Mix Edit) – 3:50
4. Is It Scary (Downtempo Groove Mix) – 4:50
5. Is It Scary (Deep Dish Dark and Scary Radio Edit) – 4:34

12" maxi kislemez
- A1. Smile – 4:55
- A2. Is It Scary (Deep Dish Dark and Scary Remix) – 12:07
- B1. Is It Scary (Eddie’s Rub-a-Dub Mix) – 5:00
- B2. Is It Scary (Eddie’s Love Mix) – 8:00
- B3. Off the Wall (Junior Vasquez Remix) – 4:57

CD kislemez (promó)
1. Smile (Short version) – 4:10

CD kislemez (promó)
1. Smile (Short Version) – 4:10
2. Is It Scary (Radio Edit) – 4:11

## Helyezések
| Slágerlista (2009)              | Legmagasabb helyezés |
| ------------------------------- | -------------------- |
| Brit kislemezlista              | 74                   |
| Svájci kislemezlista            | 70                   |
| USA Billboard Hot Digital Songs | 56                   |

## További feldolgozások
- 1954-ben, amikor szöveg készült Chaplin dalához, Nat King Cole változata helyezést ért el a slágerlistán. Sunny Gale szintén feldolgozta a dalt ugyanebben az időben. Az Egyesült Királyságban ugyanekkor Lita Roza és Petula Clark dolgozták fel. Clark később újra felénekelte a dalt, 1968-ban megjelent, The Other Man's Grass Is Always Greener című albumára; ekkorra már Chaplin közeli barátja volt.
- A The Melachrino Orchestra 1954. június 30-án vette fel a dalt.
- 1961-ben Neil Sedaka feldolgozta Circulate című albumán. Sorridi címmel olaszul is felénekelte a dalt.
- 1961-ben a The Lettermen When I Fall in Love című kislemezének B oldalas dalaként jelent meg.
- A dal Betty Everett és Jerry Butler duettjeként is sikert aratott 1964-ben.
- Skeeter Davis countryénekes 1965-ben megjelent, Skeeter Sings Standards című albumán.
- A The Peddlers 1967-es, Freewheelers című albumán jelentette meg.
- Eric Clapton 1974-es turnéján játszotta el a dalt, ami felkerült 461 Ocean Blvd című albumának deluxe kiadására, valamint Timepieces Vol. II: Live in the Seventies című albumára.
- Barbi Benton 1975-ben, Barbi Benton című albumán jelentette meg.
- Pino Presti 1976-ban megjelent 1st Round című albumán.
- Perry Como 1977-es, The Best of British albumán.
- Dalida is felénekelte a dal gyors tempójú változatát, Femme címmel, 1984-ben.
- Natalie Cole 1991-ben dolgozta fel az apja emlékére megjelentetett Unforgettable… with Love című albumon.
- A Holly Cole Trio 1992-ben adta ki Blame It On My Youth című albumán.
- Chick Corea dzsessz-zongorista 1993-as, Expressions című albumán dolgozta fel.[6]
- Az 1994-ben megjelent My Girl 2 című filmben a Maggie Muldovant alakító Angeline Ball énekli, majd a Vadát játszó Anna Chlumsky is.
- Djavan brazil énekes 1996-ban portugálul dolgozta fel, Sorri címmel, Malásia című albumán.
- Nydia Rojas mariachi zenész-énekes 1999-ben megjelent Si me conocieras című albumán.
- Rickie Lee Jones 2000-ben megjelent, mások dalait feldolgozó It’s Like This albumán jelentette meg.
- Jimmy Scott 2000-ben dolgozta fel Mood Indigo című albumán.
- A dalnak két változata hallható Elvis Costello 2002-ben megjelent Cruel Smile című albumán; egyik változata sikert aratott Japánban.
- Lyle Lovett is elénekelte 2003-ban, filmbetétdalokat feldolgozó, Smile című albumán.
- A Westlife 2004-ben megjelent, Allow Us to Be Frank című albumán.
- Barbra Streisand 2004-ben megjelent, The Movie Album című albumán; ez hallható a Mona Lisa-mosoly című film végén. Streisand a dalt duettként is felénekelte Tony Bennett-tel a Duets: An American Classic című albumon, 2006-ban.
- Frances Ruffelle 2004-ben énekelte fel a McCain Foods Limited reklámzenéjeként, majd megjelentette kislemezen és Showgirl című albumán.
- Robert Downey Jr., aki Chaplint alakította az 1992-ben megjelent Chaplin című filmben, felénekelte a dalt a filmzenéhez, és megjelentette 2004-es, The Futurist című albumán is.
- A Yes gitárosa, Steve Howe és Martin Taylor dzsessz-zenész 2004-ben, Masterpiece Guitars című albumukon.
- Chris Botti és Steven Tyler is feldolgozták Botti 2005-ben megjelent To Love Again: The Duets című albumán.
- Josh Groban 2006-ban kiadott, Awake című albumának internetes változatán.
- Luis Miguel spanyol nyelven, Sonríe címmel dolgozta fel 2006-ban megjelent, Navidades című karácsonyi albumán.
- Maria Friedman 2006-ban megjelent Now and Then című albumán jelentette meg.
- Madeleine Peyroux dzsesszénekes 2006-os, Half the Perfect World című albumán.
- Ray Quinn brit énekes első, Doing It My Way című albumán, 2007-ben.
- Connie Talbot 2007-ben megjelent, Over the Rainbow című albumán.
- Janelle Monáe R&B-funkénekesnő 2008-as, Metropolis: Suite I (The Chase) című albumán.
- Dorine Bijl holland énekesnő De glim van een lach címmel dolgozta fel 2008-ban megjelent első, Oud en Wijs Genoeg című albumán.
- Harry Connick Jr. 2009-ben megjelent, Your Songs című albumán.
- A Glee tévésorozat szereplői előadták a Mattress című epizódban. A dal 2009-ben megjelent a Glee: The Music, Volume 2 filmzenealbumon.
- Udo Jürgens osztrák zeneszerző Einfach Ich nevű turnéján duettként adta elő Stevie Woodsszal, saját, Nur ein Lächeln című szerzeményével.
- 2010-ben La India salsaénekes dolgozta fel Jackson emlékére, Unica című albumán, Salsastílusban.
- Misia japán R&B-énekes három gyermekkórussal dolgozta fel a dalt, mindegyik gyermek a 2011-es tohokui földrengés és szökőár egyik károsultja volt. A dal Takashi Yamazaki animációs filmje, a Friends: Naki on Monster Island főcímdala volt.[7]
- Az Il Volo olasz trió első, 2011-ben megjelent, Il Volo című albumán.
- 2011-ben Rolando Villazon is megjelentette La Strada: Songs from the Movies című albumán.
- Julia Migenes azonos című albumán, melyen filmbetétdalokat dolgoz fel.
- Trini Lopez The Sing Along World of Trini Lopez című albumán.
- Bobby Caldwell Blue Condition című albumán.
- Barbershop stílusban több híres kvartett is felvette, többek közt a The New Tradition és a Nightlife.
- Regine Velasquez az Iglot című Fülöp-szigeteki sorozat főcímdalaként adta elő.

### További feldolgozók
- Michael Bolton
- Michael Bublé (2005)
- Tommy Fleming
- Judy Garland
- Diana Ross
- Anthony Warlow